# Mike Kohn
Michael „Mike” Kohn (ur. 8 maja 1972 w Columbii) – amerykański bobsleista. Brązowy medalista olimpijski i wicemistrz świata.

## Kariera
Pierwszy sukces osiągnął w 2002 roku, kiedy wspólnie z Brianem Shimerem, Danem Steele’em i Dougiem Sharpem zdobył brązowy medal w czwórkach podczas igrzysk olimpijskich w Salt Lake City. Na rozgrywanych pięć lat później mistrzostwach świata w Sankt Moritz wspólnie z Erikiem Bernotasem, Noelle Pikus-Pace i Erin Pac zdobył srebrny medal w zawodach mieszanych. Startował także na igrzyskach olimpijskich w Vancouver w 2010 roku, gdzie razem z Nickiem Cunninghamem zajął 12. miejsce w konkurencji dwójek. W konkurencji czwórek razem z Nickiem Cunninghamem, Jamiem Moriarty i Billem Schuffenhauerem zajął 13. miejsce.
Służył w United States Army.

## Medale Igrzysk Olimpijskich

### 2002
- – Bobsleje – czwórki